# Bulgariaceae
Bulgariaceae са семейство гъби от разред Helotiales. Различни видове са открити в северните и южни умерени климатични области.